# Frédérique Bel
Frédérique Bel (Annecy, 24 marzo 1975) è un'attrice, doppiatrice e modella francese.

## Biografia
Frédérique Bel è nata il 24 marzo 1975 ad Annecy, nel dipartimento di Alta Savoia (Francia), e oltre alla recitazione si occupa anche di moda.

## Carriera

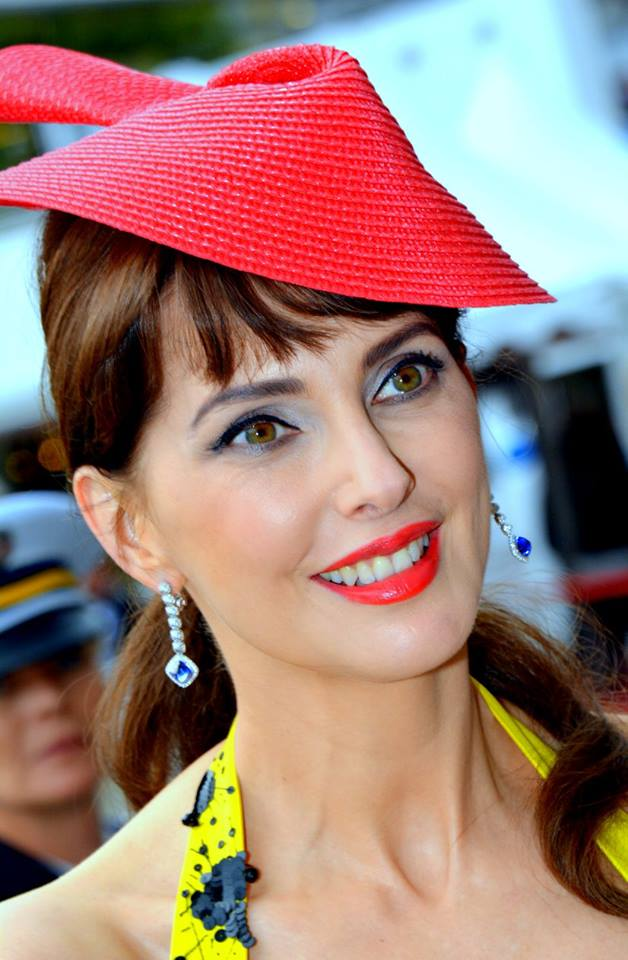
Frédérique Bel al Festival di Cannes 2018.

Frédérique Bel dopo aver lavorato come modella durante gli studi di scienze umanistiche all'Université Marc Bloch a Strasburgo, ha iniziato la carriera come attrice nel 2000 ed ha raggiunto il successo in Francia interpretando il ruolo della coprotagonista nel film Cambio di indirizzo di Emmanuel Mouret, ottenendo una discreta visibilità anche in Italia. Con Mouret ha girato in seguito altri tre film, tra cui Solo un bacio per favore.
Nel 2012 ha recitato nel film di Frédéric Beigbeder L'amore dura tre anni e, sempre nello stesso anno, ottiene una parte in Dream Team. Entra, nel 2014, nel cast di Non sposate le mie figlie!, un film di Philippe de Chauveron, per poi recitare nel 2019 nel sequel Non sposate le mie figlie! 2.

### Impegno politico
Frédérique Bel durante la campagna per le elezioni presidenziali francesi del 2012, non ha esitato a fare una nuda promozione sul social network Twitter per il candidato François Hollande. Ha dichiarato di rivendere la sua ultima foto per lavori come AMFE (per bambini con malattie epatiche) di cui è madrina. Questo gli è valso la revoca del suo account Twitter. È tornata al suo impegno quattro anni dopo, quando il presidente Hollande si trova in difficoltà.

## Filmografia

### Attrice

#### Cinema

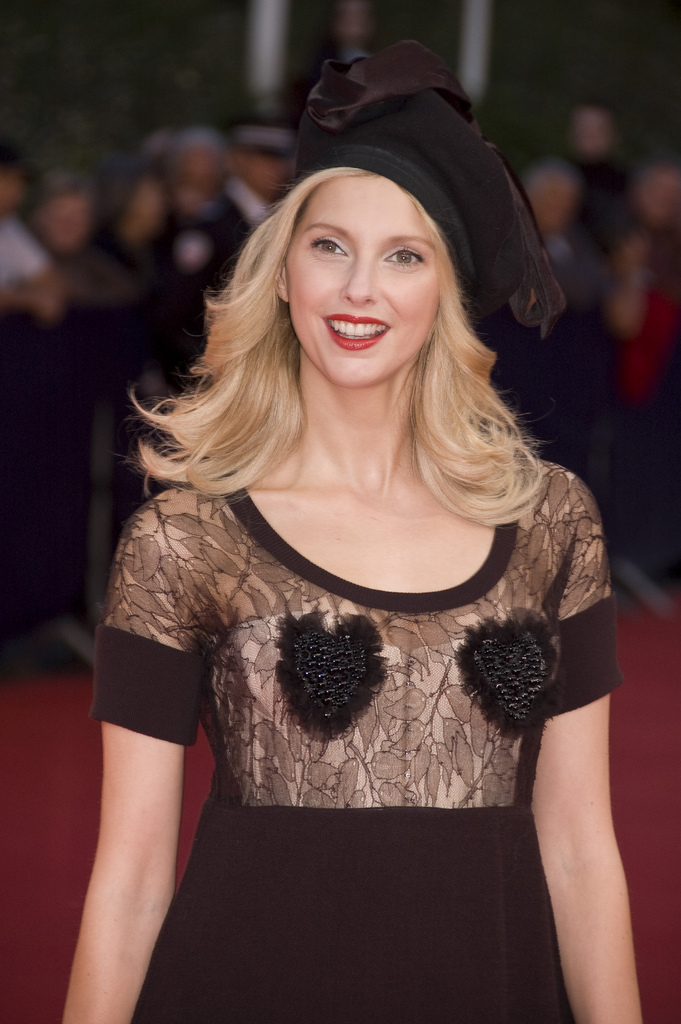
Frédérique Bel nel settembre 2009 al Festival del cinema americano di Deauville.

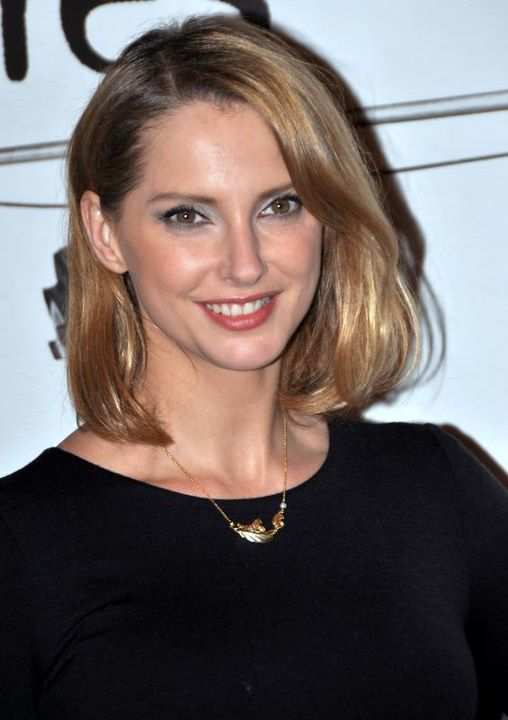
Frédérique Bel alla cerimonia dei Premi Lumière 2012.

- Vincent - Una vita dopo l'altra (Deuxième vie), regia di Patrick Braoudé (2000)
- La beuze, regia di Thomas Sorriaux e François Desagnat (2003)
- Una vita nascosta (Laisse tes mains sur mes hanches), regia di Chantal Lauby (2003)
- Il était une fois Jean-Sébastien Bach, regia di Jean-Louis Guillermou (2003)
- France Boutique, regia di Tonie Marshall (2003)
- L'incruste, regia di Corentin Julius e Alexandre Castagnetti (2004)
- Una lunga domenica di passioni (Un long dimanche de fiançailles), regia di Jean-Pierre Jeunet (2004)
- Tu vas rire, mais je te quitte, regia di Philippe Harel (2005)
- Imposture, regia di Patrick Bouchitey (2005)
- Bambole russe (Les Poupées russes), regia di Cédric Klapisch (2005)
- Un ticket pour l'espace, regia di Éric Lartigau (2006)
- Camping, regia di Fabien Onteniente (2006)
- Cambio di indirizzo (Changement d'adress), regia di Emmanuel Mouret (2006)
- Tel père telle fille, regia di Olivier De Plas (2007)
- Solo un bacio per favore (Un baiser s'il vous plaît), regia di Emmanuel Mouret (2007)
- Ma vie n'est pas une comédie romantique, regia di Marc Gibaja (2007)
- Vampire Party (Les dents de la nuit), regia di Stephen Cafiero (2008)
- Mes stars et moi, regia di Laetitia Colombani (2008)
- Vilaine, regia di Jean-Patrick Benes e Allan Mauduit (2008)
- Safari, regia di Olivier Baroux (2009)
- Fais-moi plaisir!, regia di Emmanuel Mouret (2009)
- La grande vie, regia di Emmanuel Salinger (2009)
- Adèle e l'enigma del faraone (Les aventures extraordinaires d'Adèle Blanc-Sec), regia di Luc Besson (2010)
- Entre nous deux, regia di Nicolas Guillou (2010)
- Les nuits rouges du bourreau de jade, regia di Julien Carbon e Laurent Courtiaud (2010)
- Au bistro du coin, regia di Charles Nemes (2011)
- L'Art d'aimer, regia di Emmanuel Mouret (2011)
- Beur sur la ville, regia di Djamel Bensalah (2011)
- L'amore dura tre anni (L'amour dure trois ans), regia di Frédéric Beigbeder (2012)
- Dream Team (Les seigneurs), regia di Olivier Dahan (2012)
- Hôtel Normandy, regia di Charles Nemes (2013)
- Non sposate le mie figlie (Qu'est-ce qu'on a fait au Bon Dieu?), regia di Philippe de Chauveron (2014)
- La liste de mes envies, regia di Didier Le Pêcheur (2014)
- Arnaud fait son 2e film, regia di Arnaud Viard (2015)
- L'Étudiante et Monsieur Henri, regia di Ivan Calbérac (2015)
- I visitatori 3 - Liberté, egalité, fraternité (Les Visiteurs: La Révolution), regia di Jean-Marie Poiré (2016)
- Sales gosses, regia di Frédéric Quiring (2017)
- Crash Test Aglaé, regia di Eric Gravel (2017)
- Non sposate le mie figlie! 2 (Qu'est-ce qu'on a encore fait au Bon Dieu?), regia di Philippe de Chauveron (2019)
- Il club dei divorziati (Divorce Club), regia di Michaël Youn (2020)
- Riunione di famiglia - Non sposate le mie figlie! 3 (Qu'est-ce qu'on a tous fait au Bon Dieu?), regia di Philippe de Chauveron (2021)
- Permis de construire, regia di Éric Fraticelli (2022)
- L'Homme parfait, regia di Xavier Durringer (2022)
- Ducobu Président!, regia di Élie Semoun (2022)

#### Televisione
- Les frangines, regia di Laurence Katrian – film TV (2002)
- Léa Parker – serie TV, episodio 1x18 (2004)
- La Minute Blonde – serie TV, 22 episodi (2005)
- Petits meurtres en famille – miniserie TV, 4 episodi (2006)
- Drôle de Noël! – film TV, regia di Nicolas Picard (2008)
- Kaamelott – serie TV, 4 episodi (2009)
- L'âme du mal, regia di Jérôme Foulon – film TV (2011)
- Fais pas ci, fais pas ça – serie TV, 14 episodi (2011-2013)
- Profiling - serie TV, 5 episodi (2012)
- La dernière série avant la fin du monde – serie TV, episodio 1x06 (2012)
- Metal Hurlant Chronicles – serie TV, episodio 2x05 (2014)
- Cherif – serie TV, episodio 2x01 (2015)
- Doc Martin - serie TV, episodio 4x04 (2015)
- Nina – serie TV, 2 episodi (2016, 2021)
- Le chapeau de Mitterrand, regia di Robin Davis – film TV (2016)
- La Mantide (La Mante) – miniserie TV, 6 episodi (2017)
- Demain nous appartient – serie TV, 14 episodi (2017)
- Pour Sarah – serie TV (2019)
- H24 – serie TV (2020)
- Capitaine Marleau – serie TV, episodio Deux vies (2020)
- Ils s'aiment...enfin presque! – serie TV (2022)
- Amore (e guai) a Parigi (L'amour (presque) parfait) – miniserie TV, 6 puntate (2022)

#### Cortometraggi
- La méthode anglaise, regia di Sarah Lévy (2004)
- La plus belle fille du monde, regia di Stephane Couston (2007)
- Un autre monde, regia di David Haddad (2007)
- Une place à prendre, regia di Charles Meurisse (2009)
- Sous le fard, regia di Maud Ferrari (2009)
- Cinémaniac, regia di Alexandre Jousse (2010)
- Je pourrais être votre grand-mère, regia di Bernard Tanguy (2010)
- Bloody Christmas 2: La révolte des sapins, regia di Michel Leray (2010)
- Il faut qu'on parle..., regia di Raphaël Kenzey (2011)
- Igor Tututson ou l'incroyable histoire d'un homme ordinaire, regia di Nils De Coster (2013)
- Quenottes, regia di Pascal Thiebaux e Gil Pinheiro (2016)
- Making Love, regia di Helen Rollins (2018)

### Doppiatrice

#### Cinema
- Penny Balfour in:
  - Arthur e la vendetta di Maltazard (Arthur et la vengeance de Maltazard), regia di Luc Besson (2009)
  - Arthur e la guerra dei due mondi (Arthur 3: la guerre des deux mondes), regia di Luc Besson (2010)

#### Animazione
- Les Décalés du cosmos, regia di Chuck Austen e Chris Moeller (2007)
- Lascars, regia di Albert Pereira-Lazaro ed Emmanuel Klotz (2009)
- Toy Story 3 - La grande fuga (Toy Story 3), regia di Lee Unkrich (2010)
- Vacanze hawaiiane (Hawaiian Vacation), regia di Gary Rydstrom (2011)

## Programmi televisivi
- Mask Singer 2 (TF1, 2020) – Concorrente
- Les Reines du shopping (M6, 2021)

## Doppiatrici italiane
Nelle versioni in italiano dei suoi film e delle sue serie TV, Frédérique Bel è stata doppiata da:
- Debora Magnaghi[8] in Non sposate le mie figlie![9], in Non sposate le mie figlie! 2[10], in Riunione di famiglia - Non sposate le mie figlie! 3[11]
- Elisabetta Spinelli[12] in Solo un bacio per favore[13]
- Barbara De Bortoli[14] ne L'amore dura tre anni[15]
- Domitilla D'Amico[16] in Cambio di indirizzo[17]
- Chiara Gioncardi[18] in Cherif[19]
- Valentina Mari[20] ne La Mantide[21]

## Riconoscimenti
- Festival della Comunicazione Sanitaria
  - 2013: Vincitrice del Gran premio per La Minute blonde pour l’alerte jaune!
  - 2013: Vincitrice del Premio comunicazione associativa per La Minute blonde pour l’alerte jaune!
  - 2013: Vincitrice del Premio della federazione Nazionale di informazione medica per La Minute blonde pour l’alerte jaune!
- Stelle d'oro del cinema francese
  - 2007: Candidata come Attrice rivelazione femminile per Changement d'adresse
- Raimu de la comédie
  - 2008: Candidata come Attrice in un ruolo secondario per Un baiser, s'il vous plaît!